# Pa Chay Vue
Pa Chay Vue, communément appelé Pa Chay ou Batchai (né vers 1899 et mort en novembre 1921), est un révolutionnaire hmong.
Il dirige une révolte du peuple Hmong dans la guerre du Fou contre les autorités coloniales à l'époque du protectorat français, dans l'actuel Laos.
Personnalité politiquement contestée[Par qui ?]à son époque, il est aujourd'hui[Quand ?] considéré par les Hmong comme un héros populaire.